# St. Leonhard (Hundham)

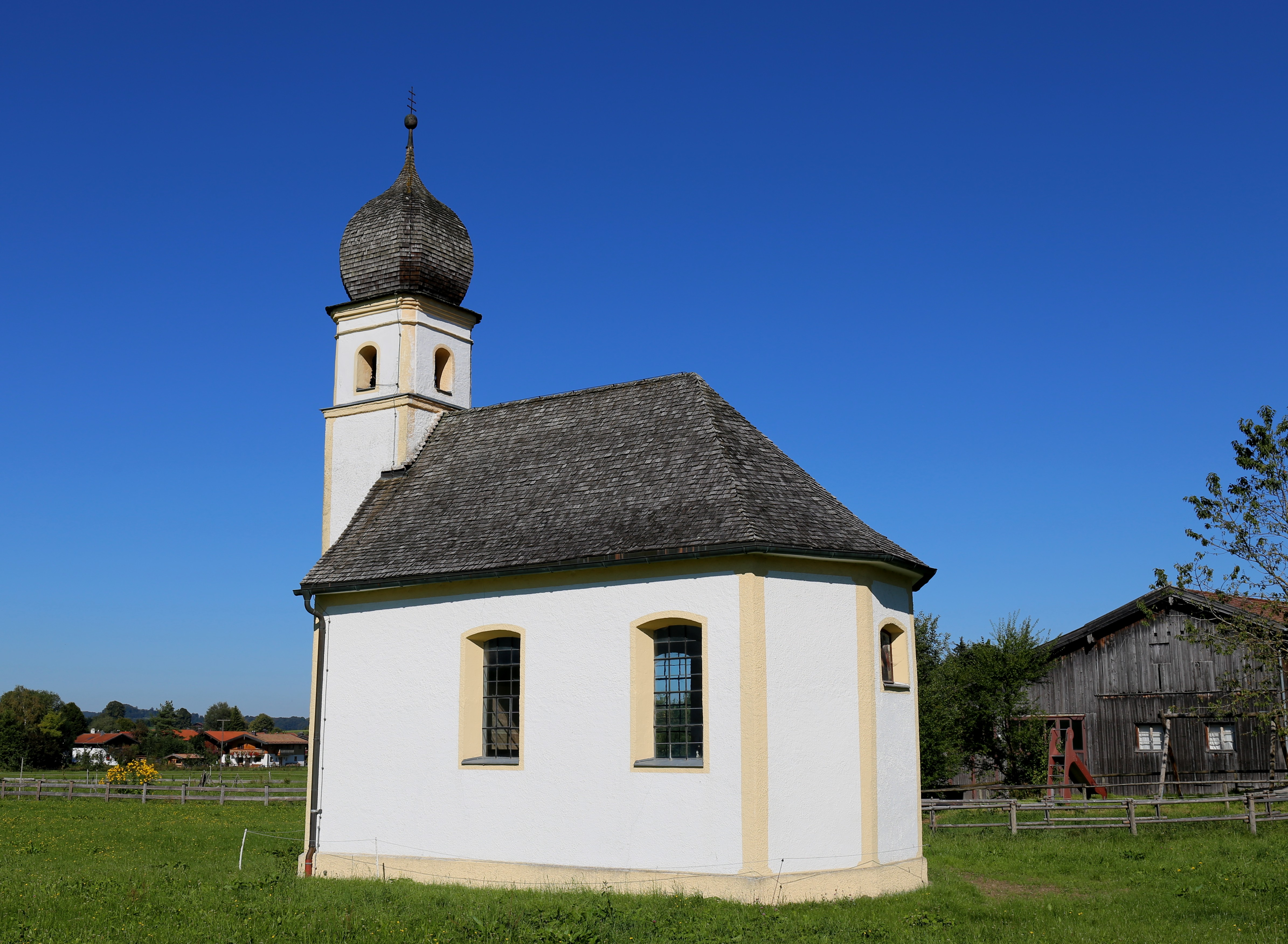
St. Leonhard in Hundham

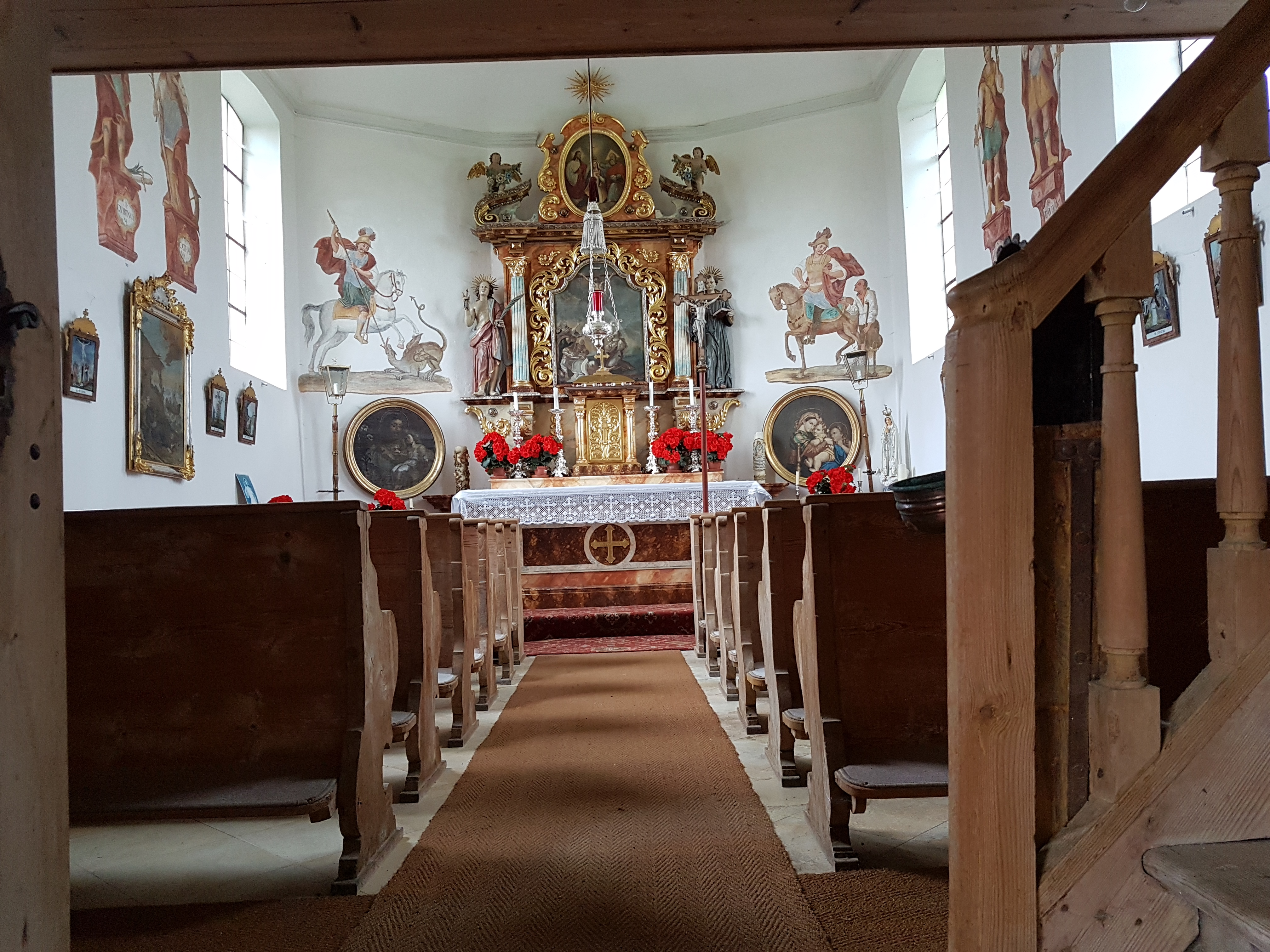
Innenansicht

Die römisch-katholische Kapelle St. Leonhard steht in Hundham, einem Gemeindeteil von Fischbachau im oberbayerischen Landkreis Miesbach. Das Bauwerk ist in der Liste der Baudenkmäler in Fischbachau als Baudenkmal unter der Nr. D-1-82-114-75 eingetragen.

## Beschreibung
Die Kapelle wurde vor 1604 errichtet und im 18. Jahrhundert barock umgestaltet. Sie besteht aus dem im Osten dreiseitig geschlossenen Langhaus und dem mit einer Zwiebelhaube bedeckten Kirchturm im Westen.
Der Innenraum ist mit einem Tonnengewölbe überspannt. Auf Wandmalereien sind die Wetterheiligen Johannes und Paulus, Quirinus von Neuss, Katharina von Alexandrien, der heilige Georg und Martin von Tours dargestellt.